# Шуртан (футбольний клуб)
Футбольний Клуб «Шуртан» (Гузар) або просто «Шуртан» (узб. FK Sho'rtan G'uzor) — професіональний узбецький футбольний клуб з міста Гузар, в Кашкадар'їнській області. Спонсор клубу — унітарне дочірнє підприємство «Шуртаннафтогаз».

## Історія
Гузарський футбольний клуб «Шуртан» в 1986 року був організований під назвою «Ок Олтін». Перші кроки Гузарского футболу припадають на 60-ті — середину 70-их років минулого століття. У цей період команда виступала під різними назвами.
З 1989 року шефство над командою взяло на себе управління газових родовищ «Шуртангаз» і з цього року вона почала виступати на змаганнях під назвою «Шуртан». У цей період командою керував нині покійний Ешмурад Чаршанбієв. У ці роки команда кілька разів намагалася пробитися до Першої ліги.
У 1992 році команда успішно виступила на першості команд професійних спілок Республіки в місті Навої і брала участь в перехідному турнірі, який надавав право на участь в першій лізі, де на той час змагалися за першість шість команд. Хоча команда не змогла пробитися в першу лігу, своєю красивою грою завоювала серця любителів футболу.
У 1993 році команда успішно виступила в першості області, і ще раз отримала право на участь у перехідному турнірі. Цього разу чемпіони областей зібралися в місті Ангрене. За підсумками турніру «Шуртан» як ніколи був близький до Першої ліги. Але клубу не вистачило лише одного очка.
Футбольний клуб «Шуртан» в 1994 році (5 листопада) пройшов реєстрацію в хокіміяті Гузарского району і отримав статус професійної команди.
У 1995 році члени команди «Шуртан» поставили перед собою мету — вихід у Першу лігу. Природно, що для цього були вагомі причини, так як в складі «Шуртану» виступали досвідчені футболісти.
У тому ж році своєю красивою і змістовною грою «Шуртан» довів своє право грати в Першій лізі. Шуртанці провели в групі «А» чемпіонату області 14 ігор, з яких 13 виграли, а один програли, різниця забитих та пропущених м'ячів 69:7, і набрали 30 очок. У вирішальній фінальній грі вони виграли у переможця групи «Б» — ще однієї команди міста Гузар «Єшлик» з рахунком 1:0, і отримали право на участь у перехідному турнірі який проходив з 9 по 17 жовтня в місті Карши.
Найбільш успішним для клубу став сезон 2010 року, коли «Шуртан» посів 4-те місце в чемпіонаті і став фіналістом кубку країни. У чвертьфіналі команда переграла Пахтакор, а у півфіналі — Локомотив. У фінальному матчі «Шуртан» поступився Буньодкору з рахунком 0:1.
В 2011 році Шуртан дебютував у Кубку АФК. Клуб посів 2-ге місце у груповому раунді, але програв у 1/8 фіналу «Аль-Віхдату» з Йорданії з рахунком 1:2.
22 листопада 2011 новим головним тренером Шуртану призначений білоруський фахівець Ігор Криушенко.
По ходу першого кола Чемпіонату Узбекистану 2012 року Криушенко на чолі тренерського штабу Шуртана змінив Едгар Гесс, який раніше вже тренував цю команду.

## Досягнення
- Чемпіонат Узбекистану
  - 4-те місце: 2010

- Кубок Узбекистану
  -  Фіналіст (1): 2010

- Перша ліга Чемпіонату Узбекистану
  -  Чемпіон (2): 2004, 2014

## Статистика виступів у чемпіонатах
| Рік  | Див. | Міс. | Кубок | Найкр. бомбардир (Ліги) |
| 1996 | 1-ша | 20   | ПР    |                         |
| 1997 | 1-ша | 14   | ПР    | Шавкат Ісмаїлов – 29    |
| 1998 | 1-ша | 9    | 1/16  |                         |
| 1999 | 1-ша | 10   |       |                         |
| 2000 | 1-ша | 14   | 1/16  |                         |
| 2001 | 1-ша | 6    | ПР    |                         |
| 2002 | 1-ша | 13   | 1/16  |                         |
| 2003 | 1-ша | 7    | ПР    |                         |
| 2004 | 1-ша | 1    | ПР    | Равшан Дурманов – 27    |
| 2005 | УзЧ  | 13   | 1/8   | Ігор Таран – 9          |

| Рік  | Див. | Міс.  | Кубок | Найкр. бомбардир (Ліги) |
| 2006 | УзЧ  | 12    | 1/4   | Ігор Таран – 13         |
| 2007 | УзЧ  | 13    | 1/4   |                         |
| 2008 | УзЧ  | 12    | 1/4   | Артур Геворкян – 6      |
| 2009 | УзЧ  | 8     | 1/4   |                         |
| 2010 | УзЧ  | 4     | 2-ге  |                         |
| 2011 | УзЧ  | 7     | 1/2   | Ігор Таран – 10         |
| 2012 | УзЧ  | 5     | 1/8   | Ігор Таран – 14         |
| 2013 | УзЧ  | 14    | 1/8   | Павло Соломин – 7       |
| 2014 | 1-ша | 1     | 1/16  | Віктор Клішин – 40      |
| 2015 | УзЧ  | 11-те | 1/8   | Ігор Таран – 11         |

## Виступи на континентальних турнірах АФК
- Кубок АФК: 1 виступ

2011: 1/8 фіналу

## Тренерський штаб
| Посада           | Ім'я             |
| ---------------- | ---------------- |
| Головний тренер  | Олександр Волков |
| Асистент тренера | Іхтияр Карімов   |
| Асистент тренера | Ямшид Умаров     |
| Асистент тренера | Батир Расулов    |
| Тренер воротарів | Еркін Мірзаєв    |

## Відомі гравці
- Вадим Афонін

## Відомі тренери
| Період                           | Тренер              |
| -------------------------------- | ------------------- |
| 2008                             | Бахрам Хакімов      |
| 1 липня 2008 – 30 грудня 2008    | Віктор Пасулько     |
| 2009                             | Усман Ташоєв        |
| 2009–2011                        | Едгар Гесс          |
| 2011                             | Тачмурад Агамурадов |
| 24 листопада 2011 – 5 липня 2012 | Ігор Криушенко      |
| 5 липня 2012 – 15 травня 2013    | Едгар Гесс          |
| 15 травня 2013 – 18 жовтня 2013  | Заїр Туракулов      |
| 18 жовтня 2013 – 6 січня 2014    | Еркін Мірзаєв       |
| 6 січня 2014– 5 січня 2016       | Мухтар Курбанов     |
| 7 січня 2016–                    | Олександр Волков    |